# Элефтерия и танатос

Флаг Греции.

«Элефтерия и танатос» (греч. Ελευθερία ή Θάνατος, [elefθeˈri.a i ˈθanatos] — «свобода или смерть») — девиз Греческой Республики, фраза состоит из 9 слогов, так же как и флаг Греции имеет 9 полос, голубых и белых.
Девиз возник в ходе Греческой войны за независимость в 1820 году как боевой клич для греков, восставших против османского владычества. Официально принятый после революции и используется по сей день как символ решимости народа Греции бороться против тирании и угнетения.
Элефтерия (греч. Ελευθερία, лат. Libertas) и Танатос (греч. Θάνατος, лат. Thanatos) – две ключевые фигуры в греческой мифологии, воплощающие собой две противоположные, но взаимосвязанные концепции: свободу и смерть.
Элефтерия – олицетворение свободы, независимости и освобождения от тирании. Она связана с идеей самоопределения, выбора и борьбы за свои права. В греческой мифологии Элефтерия часто изображается как богиня, охраняющая города-государства от внешних угроз и помогающая гражданам добиваться свободы. Ее имя происходит от слова «ελευθερος» (eleutheros), что означает «свободный».
Танатос – персонификация смерти, неизбежной и неотвратимой судьбы, которая ожидает всех живых существ. Он изображался как крылатый юноша, несущий в руках посох и меч, которые символизируют смерть. Танатос - сын богини ночи Нюкты, является неотъемлемой частью жизни и несет в себе как страх, так и освобождение от страданий.
Взаимосвязь между Элефтерией и Танатос заключается в том, что свобода всегда приходит с определенной ценой. Борьба за свободу часто связана с жертвами и смертью, а свобода может быть утеряна из-за опасности смерти. В контексте мифологии, свобода и смерть не являются врагами, а скорее двумя сторонами одной медали.
В литературе и искусстве Элефтерия и Танатос часто фигурируют как мотивы. Например, в драмах Эсхила, Софокла и Еврипида, они символизируют как личные трагедии, так и трагедии целых народов. В изобразительном искусстве Элефтерия часто изображается с крыльями и факелом, в то время как Танатос - с косой или факелом, потушенным в знак смерти.
Современное значение Элефтерия и Танатос продолжает оставаться актуальным. Они напоминают  о свободе и смерти, о неизбежности последней и о необходимости ценить каждую минуту жизни, борясь за свои права и свободу.